# Гранітненська селищна рада
Грані́тненська се́лищна ра́да — колишня адміністративно-територіальна одиниця та орган місцевого самоврядування в Малинському районі Житомирської області. Адміністративний центр — селище міського типу Гранітне.

## Загальні відомості
- Територія ради: 28,822 км²
- Населення ради: 1 508 осіб (станом на 1 серпня 2012 року)
- Територією ради протікають річки Ірша, Візня

## Населені пункти
Селищній раді були підпорядковані населені пункти:
- смт Гранітне

## Населення
Відповідно до результатів перепису населення СРСР, кількість населення ради, станом на 12 січня 1989 року, становила 1 720 осіб.
Станом на 5 грудня 2001 року, відповідно до перепису населення України, кількість мешканців сільської ради становила 1 631 особу.

## Склад ради
Рада складалася з 16 депутатів та голови.
- Голова ради: Курса Микола Іванович
- Секретар ради: Козаченко Галина Петрівна

### Керівний склад попередніх скликань
| Прізвище, ім'я, по батькові   | Основні відомості                                   | Дата обрання | Дата звільнення |
| ----------------------------- | --------------------------------------------------- | ------------ | --------------- |
| Андрухов Анатолій Тимофійович | Селищний голова, 1945 року народження, безпартійний | 26.03.2006   | 02.06.2008      |
| Курса Микола Іванович         | Селищний голова, 1977 року народження, безпартійний | 30.11.2008   | 31.10.2010      |
| Курса Микола Іванович         | Селищний голова, 1977 року народження, безпартійний | 31.10.2010   |                 |

Примітка: таблиця складена за даними сайту Верховної Ради України

### VI скликання
За результатами місцевих виборів 2010 року депутатами ради стали:

#### За суб'єктами висування
| Суб'єкт висування | Кількість обраних депутатів | %   |
| ----------------- | --------------------------- | --- |
| Самовисування     | 16                          | 100 |

#### За округами
| № округу | Прізвище, ім'я, по батькові      | Дата визнання обраним | Освіта  | Партійна приналежність            | Відомості про обраного депутата                  |
| -------- | -------------------------------- | --------------------- | ------- | --------------------------------- | ------------------------------------------------ |
| 1        | Євдокименко Валерій Петрович     | 31.10.2010            | середня | позапартійний                     | ВАТ Пінязевицький кар'єпр, гол. енергетик        |
| 2        | Філіпов Юрій Сергійович          | 31.10.2010            | середня | позапартійний                     | ВАТ Пінязевицький кар'єпр, зварювальник          |
| 3        | Мельников Андрій Леонідович      | 31.10.2010            | вища    | член Партії регіонів              | ВАТ Пінязевицький кар'єпр, майстер бур.робіт     |
| 4        | Мойсієнко Микола Володимирович   | 31.10.2010            | вища    | позапартійний                     | ВАТ Пінязевицький кар'єпр, зав. виробництвом     |
| 5        | Шкредов Олег Володимирович       | 31.10.2010            | вища    | позапартійний                     | ВАТ Пінязевицький кар'єпр, нач. Зміни ГДЦ        |
| 6        | Оліфіренко Леся Василівна        | 31.10.2010            | вища    | позапартійна                      | Дит. Садок «Дзвіночок», зав.                     |
| 7        | Мельниченко Віталій Леонідович   | 31.10.2010            | середня | позапартійний                     | ВАТ Пінязевицький кар'єпр, нач. ВМТЗ             |
| 8        | Масалкова Олена Валеріївна       | 31.10.2010            | вища    | позапартійна                      | Селищна рада, бухгалтер                          |
| 9        | Прокопенко Володимир Миколайович | 31.10.2010            | середня | позапартійний                     | М. Київ, машиніст мийних машин                   |
| 10       | Тузинський Олексій Вікторович    | 31.10.2010            | вища    | позапартійний                     | ВАТ Пінязевицький кар'єпр, нач рем. Мех дільниці |
| 11       | Обремська Ірина Сергіївна        | 31.10.2010            | середня | член Партії регіонів              | Буд. культури, директор                          |
| 12       | Тараканова Людмила Кузьмівна     | 31.10.2010            | вища    | член Комуністичної партії України | пенсіонер                                        |
| 13       | Коновалова Лариса Вікторівна     | 31.10.2010            | середня | позапартійна                      | пенсіонер                                        |
| 14       | Козаченко Галина Петрівна        | 31.10.2010            | вища    | позапартійна                      | Селищна рада, секретар                           |
| 15       | Тузинський Андрій Вікторович     | 31.10.2010            | середня | позапартійний                     | ВАТ Пінязевицький кар'єпр, нач.ван.дільниці      |
| 16       | Кнотько Анатолій Миколайович     | 31.10.2010            | середня | позапартійний                     | Українківське лісництво, бухгалтер               |

## Історія
Селищну раду було утворено 3 березня 1987 року в складі смт Гранітне та с. Федорівка Українківської сільської ради Малинського району Житомирської області. 23 квітня 1992 року с. Федорівка було включене до складу відновленої Федорівської сільської ради Малинського району.
У 2020 році, відповідно до розпорядження Кабінету Міністрів України № 711-р від 12 червня 2020 року «Про визначення адміністративних центрів та затвердження територій територіальних громад Житомирської області», територію та населені пункти ради було включено до складу Малинської міської територіальної громади Коростенського району Житомирської області.